# Philander Chase Knox
Philander Chase Knox (Pittsburgh, 6 maggio 1853 – Washington, 12 ottobre 1921) è stato un politico e avvocato statunitense.

## Biografia
Fu il quarantesimo segretario di Stato degli Stati Uniti sotto il presidente degli Stati Uniti d'America William Howard Taft (27º presidente). Figlio di un banchiere studiò al Mount Union College e sposò Lillie Smith nel 1880. Fu anche Attorney general (alto funzionario che fornisce consulenza giuridica al governo) dal 1901 al 1904